# Makurdi
Makurdi è una local government area e città nigeriana, capitale dello stato federato di Benue.
La città sorge sulle rive del fiume Benue, principale affluente del Niger.
La popolazione è in maggioranza Tiv, Idoma e Igede.
È un importante centro agricolo e sede di una base aerea militare.